# 精液過少症
精液過少症（Hypospermia）とは、男性が射精する精液量が非常に少ない状態を指す。一般に一回射精量が1.5mLに満たない場合をいう。精液過剰症（5.5mL超）の対義語である。
精子数が少ないことを意味する精子減少症とは異なる。男性が事前の性行為で消耗しておらず、適度に興奮した状態での正常な射精量は約1.5～6mLであるが、気分や体調、性行為の内容によって大きく変化する。精液のうち、体積にして約1％が精子細胞である。米国国立衛生研究所は、少なくとも2回の精液分析で精液量が2mLより少ない場合を精液過少症と定義している。
精液中に高濃度の果糖が存在するのは正常であり、ほとんど全てが精嚢に由来する。精嚢腺由来の分泌液は射精量の主要な寄与因子であり、精液に粘性を与えpHを7.2～7.8に調整する。精液のpHが酸性（pH＜7.2）であれば精嚢の損傷を、アルカリ性（pH＞8）であれば前立腺の関与を示唆する。さらに、低果糖は前立腺の問題を、低精液pHは精嚢に関連した問題を示唆している可能性がある。精嚢は通常、精漿の70％を産生するため、精嚢が閉塞すると精液量が減少する。

## 徴候・症状
精液過少症の最も一般的な徴候は、射精時の精液量が少ないことである。少なくとも2回連続した精液検査で精液量が2.0mL未満であれば、診断が確定する。逆行性射精を伴う精液過少症の場合、オーガズム後に尿が濁るなどの徴候がみられる。精液過少症は、他の疾患によるものでない限り、症状がないこともある。

## 原因
精液過少症の原因は数多くあるが、知られている全ての要因は、機能不全と解剖学的要因の2つに大別できる：

### 射精反射機能障害
射精反射機能障害とは、男性が性的絶頂時に適正に射精できない状態を指す。射精反射機能障害は、男性不妊の主な原因の一つである。射精反射機能障害が認められる疾患には、多発性硬化症、糖尿病性神経障害、脊髄損傷、ある種の薬剤の副作用などがある。
射精反射機能障害の例：

#### 逆行性射精
膀胱括約筋の構造的または機能的損傷により射精時の収縮が不完全になると、射精の過程で精液が前部尿道へ送出されるのでなく、膀胱内へ誘導される。そのため、精液過少症や無精液性が発現する。糖尿病や多発性硬化症などの疾患による神経損傷は、膀胱括約筋の機能に影響を及ぼし得る。また、手術や外傷、高血圧症や前立腺肥大症に使用される薬剤も、膀胱頸部の問題を引き起こす可能性がある。逆行性射精は、尿中の精子の存在によって診断できる。

#### 薬剤
薬剤の副作用は男性の妊性、精子形成、性機能に影響を与える可能性がある。薬剤は、精巣の正常な外分泌機能を阻害して精子の生産を減少させたり、ホルモンの不均衡を生じさせることで精子の機能や形態に影響し得る。例えば、スピロノラクトン、シメチジン、ケトコナゾールのような抗アンドロゲン薬は、精巣や精路でのアンドロゲン作用を撹乱し、精液量の減少を引き起こす。さらに、タムスロシンのような前立腺肥大症治療薬や降圧薬として一般的に用いられる薬剤は、脳内のドーパミン受容体やセロトニン受容体に引き寄せられ、未知のメカニズムによって精液量の減少を引き起こす。
精子形成または精子の機能・形態に影響を及ぼす可能性のある薬剤：
- 免疫抑制剤
- 非ステロイド性抗炎症薬（NSAIDs）およびサリチル酸塩
- チロシンキナーゼ阻害薬
- オピエート
- 前立腺肥大症治療薬
- 抗アドレナリン薬
- ホルモン治療薬
- 抗生物質、抗真菌薬、抗寄生虫薬、抗ウイルス薬、抗マラリア薬
- 抗鬱薬
- 胃食道逆流防止薬
- 抗癲癇（てんかん）薬
- 降圧薬

男性の性欲または性機能に影響を及ぼす可能性がある薬剤：
- 免疫調節薬
- プロテインキナーゼ阻害薬
- オピオイド
- 鎮痛薬
- 前立腺肥大症治療薬
- 抗アドレナリン薬
- ホルモン治療薬
- 利尿薬
- 抗レトロウイルス薬
- 抗ヒスタミン薬
- 抗鬱薬

さらに、甲状腺ホルモンの過剰は、精液量の減少、精子濃度、運動性、形態の低下と関連している。ヒトでの研究によると、甲状腺機能亢進症で循環血中の甲状腺ホルモンが過剰になると、精子無力症、精子減少症、奇形精子症が惹起される。これらの異常は、精液量の減少のような精液の変化を伴うことが多い。

#### 性腺機能低下症
体内のテストステロンが不足すると男性生殖器官の適切な機能に影響を及ぼし、分泌物の減少や精液過少症に繋がる可能性がある。また、抗アンドロゲン作用を持つ薬剤（スピロノラクトンなど）に長期間晒されると、不妊症や精液量減少に繋がることがある。性腺機能低下症の診断には、精巣で産生されるテストステロンを用いることができる。

### 解剖学的欠陥
精路の解剖学的または機能的欠陥は、精路の閉塞を引き起こす可能性がある。これは、遺伝子変異（特にCFTR 遺伝子）または前立腺嚢胞や精嚢嚢胞などの射精管閉塞を有する人に認められることがある。
第7染色体上のCFTR 遺伝子の変異は、粘液腺を有する臓器で濃厚で粘着性の粘液の過剰産生を引き起こし、精管を粘液で閉塞させることで先天性両側輸精管欠損を発症させ、不妊の原因となる。
解剖学的欠陥の例：

#### 精管および精嚢の先天性欠如
男性の生殖器系には輸精管や精嚢といった構造があり、精液の生成や輸送に重要な役割を果たしている。これらの構造の異常や欠如は、男性の精液量の減少や不妊の原因となる。この疾患は、塩素チャネル蛋白質をコードする嚢胞性線維症膜貫通伝導調節因子（CFTR）遺伝子の変異によっても引き起こされる。

#### 射精管閉塞
射精管閉塞は、射精管の一方または両方が閉塞し、精液過少症となる疾患である。射精管閉塞の病因には先天性と後天性がある。前立腺嚢胞、射精管結石、射精管の術後炎症があると、生殖管を通る精液の正常な流れが妨げられる場合がある。

## 病因学的検査

### 超音波画像検査
超音波を用いた泌尿生殖器系の画像診断は、精液過少症の第一選択の画像検査である。この検査では、精巣の変性や精巣の異常を調べ、直腸内プローブにより、生殖管深部と精巣を詳細に調べる。この検査では、骨盤内経路を含めた輸精管を可視化することが可能であるため、診察でアクセスできない部分の発育不全（臓器内の細胞の欠如）の可能性を診断できる。

### 精液化学検査
精液化学検査は、泌尿生殖器の異常が疑われる場合に必要な第二選択の検査である。この検査は、前立腺、精嚢、精巣上体、精漿の生化学マーカーを測定するもので、これらの部位の障害の程度を示し、精子減少症の病変の程度を推定するのに役立つ。測定される生化学的マーカーは、α-グルコシダーゼ（精巣上体）、果糖（精嚢）、亜鉛、クエン酸および/または酸性ホスファターゼ（前立腺）である。これらの生物学的マーカーの濃度は、生殖器官への損傷の度合いに応じて変化しながら低下する。

### 精液分析
精液過少症の診断のために必要とされる一般的な方法は、精液検査である。最も新鮮な検体を採取するために、精液サンプルは検査室で自慰行為によって採取される。検体を採取する前に、3～5日間の禁欲期間を設けることが推奨される。精液分析が完了できない場合、精液採取の代替ルートとして、瓶への膣外射精がある。通常、典型的な検体は射精後、精嚢由来の酵素により凝固し、その後約30分で液化する。

### 採尿
さらに、精液の量が1mL以下と少ない場合は、マスターベーションの直後に尿を採取し、尿中の精子を調べる必要がある。採尿の2日前には、精子細胞を生存させるためにアルカリ性の水を飲まなければならない。この準備段階の後、採尿は分取方式で行われる。最初の1mLの尿が採取され、遠心分離と顕微鏡検査によって分離分析される。射精後の尿検体中に相当量の精子が存在すれば、射精反射機能障害であり、精液過少症の原因として知られている部分的逆行性射精の診断が確定する。

### CTFRスクリーニング
精液過少症の程度（精液量1mL以下）によっては、CFTR 遺伝子の分子学的検査が行われる。これは、分子的スクリーニング法（変性状態下での高速液体クロマトグラフィー（D-HPLC））により行われ、その後、目的のエクソンの塩基配列を決定することにより、この遺伝子の変異のほぼ95％を検出することが可能で、さらに新たな変異を発見することもできる。この分子スクリーニングでCFTR 遺伝子の変異が検出されたら、コンピュータデータベースを用いてこのヌクレオチド変異がCFTR 遺伝子の多型（CFTR蛋白質の機能には影響しない）か、臨床的に影響のある変異かを区別する。
残念なことに、徹底的な病因論的評価を行っても、精液過少症の診断を説明する既知の病因がないという結論に達する場合も少なくない。これらの特発性精液過少症症例の意義は現在のところ不明であり、今後さらなる研究が必要である。

## 治療
精液過少症の治療薬として市販されているものはないが、いくつかの薬や漢方薬には、この症状の治療に役立つ適応外使用がある。あるレビューによると、マカは不明な機序で精液量を改善することが示されている。さらに、抗鬱薬や血管拡張薬も研究されている。薬物治療は確立されておらず、心理学的性的療法（psychosexual therapy）に頼らざるを得ない。心理学的療法では、性的スキル/テクニック、自尊心、パフォーマンス不安、対人葛藤に焦点を当てた問題を取り扱う。さらに、あるレビューによれば、性交渉の禁欲期間が長いほど精子数や精液量が増加することが報告されている。
ある総説によれば、精液過少症の管理はその病因によって異なる。機能性逆行性射精は、イミプラミンやプソイドエフェドリンといった精液の逆流を防ぎ正常射精を促す経口薬物療法で治療できることが研究で示されている。構造的逆行性射精の場合、薬物療法の効果は期待できないが、外科手術によって膀胱頸部の問題を解決できる。
射精管の閉塞は経尿道的射精管切除術（TURED）によって治療することができ、精液量が少ない患者に適応される。TUREDは射精管閉塞の男性の精液量を改善し、受胎率の有意な改善に繋がることが示されています。
原発性または続発性性腺機能低下症によるホルモン異常は、体内のテストステロン濃度を上昇させることが示されているクエン酸クロミフェン経口剤の適応外使用で治療することができる。性腺機能低下症の治療のために外因性テストステロンを投与すると、造精過程に悪影響を及ぼすことが示されている。
精嚢や精管の異常は、通常、手術や薬物療法への反応は不良である。このような状況では、子宮内人工授精（IUI）、体外受精（IVF）、顕微授精（ICSI）などの生殖補助医療（ART）を用いて精子を採取し、妊娠を成功させることができる。

## 予防
ヒト乳頭腫ウイルス（HPV）に感染している人と感染していない人の精子の成績を比較する研究が行われた。その結果、HPVに感染していない人の方が精子の運動率、機能性、濃度が高かった。この研究は、HPVに感染していない人やHPVワクチンを接種している人は、ワクチンを接種していない人やHPVに感染している人よりも不妊治療成績が良好であることを示唆している。